# Liste italienischer Schauspieler
Hierbei handelt es sich um eine Liste von männlichen Schauspielern aus Italien, d. h. im Allgemeinen diejenigen, die in Italien wohnen oder die größtenteils in italienischen Filmproduktionen aufgetreten sind. Der Ursprung dieser Liste liegt in der Zusammenstellung von Schauspieler-Stubs, die einen Hinweis darauf enthalten, dass der Schauspieler oder die Schauspielerin ein „italienischer Schauspieler“ oder ein anderer indikativer Ausdruck ist. Sie umfasst auch alle Schauspieler der Kategorie: italienische Schauspieler.
Die Personen sind alphabetisch nach ihrem Familiennamen aufgelistet.

## A
- Michele Abbruzzo
- Stefano Accorsi
- Antonio Acqua
- Giuseppe Addobbati
- Gianni Agus
- Antonio Albanese
- Giorgio Albertazzi
- Gigio Alberti
- Guido Alberti
- Giampiero Albertini
- Aldo, Giovanni & Giacomo
- Antonio Allocca
- Ernesto Almirante
- Luigi Almirante
- Roberto Alpi
- Tullio Altamura
- Gerardo Amato
- Claudio Amendola
- Ferruccio Amendola
- Pino Ammendola
- Giuseppe Anatrelli
- Felice Andreasi
- Oscar Andriani
- Enzo Andronico
- Nando Angelini
- Franco Angrisano
- Corrado Annicelli
- Gabriele Antonini
- Omero Antonutti
- Renzo Arbore
- Giorgio Ardisson
- Lello Arena
- Maurizio Arena
- Andrea Aureli

## B
- Salvatore Baccaro
- Don Backy
- Giancarlo Badessi
- Carlo Bagno
- Silvio Bagolini
- Ennio Balbo
- Raf Baldassarre
- Renato Baldini
- Franco Balducci
- Gigi Ballista
- Ignazio Balsamo
- Lino Banfi
- Luca Barbareschi
- Urbano Barberini
- Ciccio Barbi
- Guglielmo Barnabò
- Gianfranco Barra
- Giovanni Barrella
- Cesco Baseggio
- Rick Battaglia
- Gino Bechi
- Memo Benassi
- Carmelo Bene
- Roberto Benigni
- Francesco Benigno
- Galeazzo Benti
- Fabrizio Bentivoglio
- Alessandro Benvenuti
- Nerio Bernardi
- Toni Bertorelli
- Calisto Bertramo
- Ughetto Bertucci
- Enrico Beruschi
- Nino Besozzi
- Cesare Bettarini
- Giorgio Bianchi
- Roberto Bianchi
- Tino Bianchi
- Claudio Bigagli
- Oreste Bilancia
- Enzo Biliotti
- Riccardo Billi
- Roberto Bisacco
- Claudio Bisio
- Gildo Bocci
- Federico Boido
- Massimo Boldi
- Ugo Bologna
- Bombolo
- Paolo Bonacelli
- Gianni Bonagura
- Massimo Bonetti
- Mike Bongiorno
- Alessio Boni
- Mario Bonnard
- Luigi Bonos
- Alberto Bonucci
- Sal Borgese
- Gianfabio Bosco
- Giulio Bosetti
- Andrea Bosic
- Raoul Bova
- Franco Bracardi
- Giorgio Bracardi
- Arturo Bragaglia
- Andrea Brambilla
- Gino Bramieri
- Armando Brancia
- Rossano Brazzi
- Mario Brega
- Fabrizio Brienza
- Enrico Brignano
- Paolo Briguglia
- Giulio Brogi
- Nando Bruno
- Tino Buazzelli
- Flavio Bucci
- Carlo Buccirosso
- Aldo Bufi Landi
- Luigi Maria Burruano
- Fred Buscaglione
- Gino Buzzanca
- Lando Buzzanca

## C
- Jerry Calà
- Giulio Calì
- Ernesto Calindri
- Romano Calò
- Carlo Campanini
- Stelio Candelli
- Gennaro Cannavacciuolo
- Enzo Cannavale
- Antonio Cantafora
- Giorgio Cantarini
- Lino Capolicchio
- Alberto Capozzi
- Pier Paolo Capponi
- Vittorio Caprioli
- Fabrizio Capucci
- Franco Caracciolo
- Ida Carloni Talli
- Paolo Carlini
- Pietro Carloni
- Siro Carme
- Tullio Carminati
- Piero Carnabuci
- Francesco Carnelutti
- Primo Carnera
- Mario Carotenuto
- Memmo Carotenuto
- Renato Carpentieri
- Tino Carraro
- Albano Carrisi
- Pino Caruso
- Antonio Casagrande
- Maurizio Casagrande
- Salvatore Cascio
- Maria Caserini
- Tino Caspanello
- Claudio Cassinelli
- Mario Castellani
- Sergio Castellitto
- Nino Castelnuovo
- Antonio Catania
- Luciano Catenacci
- Gino Cavalieri
- Victor Cavallo
- Gianni Cavina
- Massimo Ceccherini
- Carlo Cecchi
- Giuseppe Cederna
- Guido Celano
- Adriano Celentano
- Adolfo Celi
- Antonio Centa
- Ennio Cerlesi
- Enzo Cerusico
- Gino Cervi
- Ugo Ceseri
- Renato Cestiè
- Andrea Checchi
- Renato Chiantoni
- Walter Chiari
- Renato Cialente
- Giovanni Cianfriglia
- Sergio Ciani
- Eduardo Ciannelli
- Nando Cicero
- Antonio Cifariello
- Emilio Cigoli
- Luigi Cimara
- Tano Cimarosa
- Bruno Cirino
- Natale Cirino
- Roberto Citran
- Franco Citti
- Giancarlo Cobelli
- Pino Colizzi
- Ernesto Colli
- Alberto Collo
- Vittorio Congia
- Ugo Conti
- Filippo Contri
- Franco Coop
- Bruno Corazzari
- Bruno Corelli
- Leonardo Cortese
- Romolo Costa
- Edoardo Costa
- Lorenzo Crespi
- Vasco Creti
- Erno Crisa
- Nino Crisman
- Olinto Cristina
- Carlo Croccolo
- Vincenzo Crocitti
- Elio Crovetto
- Riccardo Cucciolla
- Francesco Cura
- Alessandro Cutolo

## D
- Domiziano Arcangeli
- Diego Abatantuono
- Ugo D’Alessio
- Lucio Dalla
- Maurizio D’Ancora
- Carlo D’Angelo
- Gianfranco D’Angelo
- Nino D’Angelo
- Cesare Danova
- Carlo Dapporto
- Massimo Dapporto
- Rocco D’Assunta
- Ninetto Davoli
- Luciano De Ambrosis
- Renato De Carmine
- Eduardo De Filippo
- Luca De Filippo
- Luigi De Filippo
- Peppino De Filippo
- Pupo De Luca
- Giorgio De Lullo
- Carlo De Mejo
- Christian De Sica
- Vittorio De Sica
- Pietro De Vico
- Gianni Dei
- Duilio Del Prete
- Roberto Della Casa
- Carlo Delle Piane
- Angelo Dessy
- Mauro Di Francesco
- Cristian Di Sante
- Luigi Diberti
- Franco Diogene
- Gioele Dix
- Ignazio Dolce
- Arturo Dominici
- Giulio Donadio
- Maurizio Donadoni
- Giulio Donnini
- Johnny Dorelli
- Mino Doro
- Umberto D’Orsi
- Attilio Dottesio
- Daniele Dublino
- Giustino Durano
- Checco Durante
- Carlo Duse
- Eugenio Duse
- Vittorio Duse

## E
- George Eastman

## F
- Antonino Faà Di Bruno
- Aldo Fabrizi
- Armando Falconi
- Ugo Fangareggi
- Franco Fantasia
- Ennio Fantastichini
- Cesare Fantoni
- Franco Fabrizi
- Francesco D’Adda
- Ferruccio De Ceresa
- Sergio Fantoni
- Alberto Farnese
- Antonello Fassari
- Mario Feliciani
- Pino Ferrara
- Mario Ferrari
- Paolo Ferrari
- Maurizio Ferrini
- Turi Ferro
- Gabriele Ferzetti
- Enzo Fiermonte
- Aurelio Fierro
- Nunzio Filogamo
- Aldo Fiorelli
- Beppe Fiorello
- Rosario Fiorello
- Fiorenzo Fiorentini
- Colin Firth
- Dario Fo
- Arnoldo Foà
- Marcello Fonte
- Daniele Formica
- Franco Franchi
- Armando Francioli
- Pippo Franco
- Nino Frassica
- Stefano Fregni
- Leopoldo Fregoli
- Giovanni Frezza
- Giacomo Furia

## G
- Giorgio Gaber
- Carlo Gaddi
- Corrado Gaipa
- Michele Gammino
- Antonio Gandusio
- Enzo Garinei
- Gabriel Garko
- Gianni Garko
- Ivo Garrani
- Riccardo Garrone
- Franco Gasparri
- Alessandro Gassman
- Vittorio Gassman
- Lauro Gazzolo
- Nando Gazzolo
- Giuliano Gemma
- Piero Gerlini
- Pietro Germi
- Sandro Ghiani
- Massimo Ghini
- Emilio Ghione
- Pietro Ghislandi
- Fosco Giachetti
- Gianfranco Giachetti
- Giuseppe Giacobazzi
- Franco Giacobini
- Adriano Giannini
- Giancarlo Giannini
- Fabrizio Gifuni
- Beniamino Gigli
- Andrea Giordana
- Renzo Giovampietro
- Enio Girolami
- Remo Girone
- Massimo Girotti
- Aldo Giuffrè
- Carlo Giuffrè
- Carlo Giustini
- Loris Gizzi
- Enrico Glori
- Gene Gnocchi
- Tito Gobbi
- Francesco Golisano
- Claudio Gora
- Gilberto Govi
- Raoul Grassilli
- Giovanni Grasso
- Paolo Graziosi
- Ezio Greggio
- Beppe Grillo
- Orso Maria Guerrini
- Marco Guglielmi
- Leo Gullotta

## H
- Alessandro Haber
- Paolo Hendel
- Roberto Herlitzka
- Terence Hill
- Carlo Hintermann

## I
- Angelo Infanti
- Ciccio Ingrassia
- Flavio Insinna
- Franco Interlenghi

## K
- Eugenio Krauss

## L
- Andrea Lattanzi
- Gabriele Lavia
- Ubaldo Lay
- Marco Leonardi
- Ignazio Leone
- Guido Leontini
- Gino Leurini
- Philippe Leroy
- Enzo Liberti
- Alberto Lionello
- Oreste Lionello
- Daniele Liotti
- Giampiero Littera
- Little Tony
- Luigi Lo Cascio
- Guido Lollobrigida
- Carlo Lombardi
- Germano Longo
- Livio Lorenzon
- Ray Lovelock
- Enrico Lo Verso
- Folco Lulli
- Piero Lulli
- Andy Luotto
- Roldano Lupi
- Alberto Lupo
- Daniele Luttazzi
- Lelio Luttazzi
- Enrico Luzi

## M
- Erminio Macario
- Valentino Macchi
- Aldo Maccione
- Stefano Madia
- Beniamino Maggio
- Dante Maggio
- Enzo Maggio
- Lamberto Maggiorani
- Achille Majeroni
- Michele Malaspina
- Max Malatesta
- Renato Malavasi
- Paolo Malco
- Nicola Maldacea
- Giovanni Maini
- Nino Manfredi
- Leonard Mann
- Guido Mannari
- Ettore Manni
- Mario Maranzana
- Nino Marchesini
- Giulio Marchetti
- Nino Marchetti
- Saverio Marconi
- Renzo Marignano
- Peter Martell
- Alfredo Martinelli
- Marino Masé
- Valerio Mastandrea
- Leopoldo Mastelloni
- Marcello Mastroianni
- Maurizio Mattioli
- Glauco Mauri
- Roberto Mauri
- Mario Mazza
- Carlo Mazzarella
- Piero Mazzarella
- Umberto Melnati
- Ricky Memphis
- Furio Meniconi
- Adalberto Maria Merli
- Franco Merli
- Maurizio Merli
- Mario Merola
- Marco Messeri
- Geronimo Meynier
- Vittorio Mezzogiorno
- Maurizio Micheli
- Carlo Micheluzzi
- Armando Migliari
- Tomás Milián
- Camillo Milli
- Achille Millo
- Gianni Minervini
- Riccardo Miniggio
- Felice Minotti
- Tiberio Mitri
- Domenico Modugno
- Massimo Mollica
- Alessandro Momo
- Carlo Monni
- Renzo Montagnani
- Renato Montalbano
- Enrico Montesano
- Luigi Montini
- Gianni Morandi
- Nanni Moretti
- Gastone Moschin
- Silvio Muccino
- Francesco Mulé
- Tiberio Murgia
- Paul Müller
- Roberto Murolo
- Angelo Musco
- Vincenzo Musolino
- Tuccio Musumeci
- Gianni Musy Glori

## N
- Piero Natoli
- Amedeo Nazzari
- Franco Nero
- Claudio Nicastro
- Guido Nicheli
- Maurizio Nichetti
- Aldo Nicodemi
- Carlo Ninchi
- Alighiero Noschese
- Guido Notari
- Silvio Noto
- Nick Novecento
- Mario Novelli
- Ermete Novelli
- Novello Novelli
- Francesco Nuti

## O
- Andrea Occhipinti
- Egisto Olivieri
- Corrado Olmi
- Glauco Onorato
- Orazio Orlando
- Silvio Orlando
- Umberto Orsini

## P
- Brando Pacitto
- Bartolomeo Pagano
- Ugo Pagliai
- Marcello Pagliero
- Eros Pagni
- Mimmo Palmara
- Renzo Palmer
- Giuseppe Pambieri
- Giorgio Panariello
- Elio Pandolfi
- Turi Pandolfini
- Paolo Panelli
- Corrado Pani
- Adriano Pantaleo
- Francesco Paolantoni
- Marco Paolini
- Nando Paone
- Rocco Papaleo
- Adriano Pappalardo
- Giulio Paradisi
- Ruggero Pasquarelli
- Giorgio Pasotti
- Piero Pastore
- Livio Pavanelli
- Luigi Pavese
- Nino Pavese
- Nello Pazzafini
- Alfredo Pea
- Biagio Pelligra
- Vincenzo Peluso
- Nico Pepe
- Memé Perlini
- Franco Pesce
- Gastone Pescucci
- Mario Petri
- Luigi Petrucci
- Lorenzo Piani
- Tina Pica
- Lamberto Picasso
- Leonardo Pieraccioni
- Antonio Pierfederici
- Marina Pierro
- Luciano Pigozzi
- Camillo Pilotto
- Ezio Pinza
- Carlo Pisacane
- Luigi Pistilli
- Nicola Pistoia
- Mario Pisu
- Raffaele Pisu
- Michele Placido
- Cesare Polacco
- Afro Poli
- Paolo Poli
- Cochi Ponzoni
- Giuseppe Porelli
- Renato Pozzetto
- Giancarlo Prete
- Andrea Prodan
- Gigi Proietti
- Aldo Puglisi
- Romano Puppo
- Alessandro Preziosi

## R
- Alberto Rabagliati
- Corrado Racca
- Umberto Raho
- Sergio Raimondi
- Ermanno Randi
- Salvo Randone
- Massimo Ranieri
- Renato Rascel
- Ivan Rassimov
- Isarco Ravaioli
- Rolando Ravello
- Gigi Reder
- Remo Remotti
- Tony Renis
- Teddy Reno
- Franco Ressel
- Michele Riccardini
- Renzo Ricci
- Virgilio Riento
- Mariano Rigillo
- Adriano Rimoldi
- Giuseppe Rinaldi
- David Riondino
- Roberto Risso
- Checco Rissone
- Mario Riva
- Alfredo Rizzo
- Giacomo Rizzo
- Gianni Rizzo
- Enzo Robutti
- Carlo Romano
- Andrea Roncato
- Giacomo Rondinella
- Stelvio Rosi
- Gian Paolo Rosmino
- Paolo Rossi
- Renato Rossini
- Giacomo Rossi-Stuart
- Kim Rossi Stuart
- Ermanno Roveri
- Sergio Rubini
- Valentino Rudi
- Sandro Ruffini
- Ruggero Ruggeri

## S
- Antonio Sabàto junior
- Umberto Sacripante
- Corso Salani
- Luciano Salce
- Vincenzo Salemme
- Enrico Maria Salerno
- Antonio Salines
- Renato Salvatori
- Francesco Salvi
- Guido Salvini
- Tommaso Salvini
- Riccardo Salvino
- Gigi Sammarchi
- Vittorio Sanipoli
- Gino Santercole
- Walter Santesso
- Mario Santonastaso
- Pippo Santonastaso
- Jacopo Sarno
- Paolo Sassanelli
- Ugo Sasso
- Stefano Satta Flores
- Gigi Savoia
- Giancarlo Sbragia
- Mattia Sbragia
- Mario Scaccia
- Franco Scandurra
- Renato Scarpa
- Giulio Scarpati
- Eduardo Scarpetta
- Filippo Scelzo
- Tito Schipa
- Tino Schirinzi
- Bruno Scipioni
- Tino Scotti
- Massimo Serato
- Gustavo Serena
- Jacques Sernas
- Domenico Serra
- Luigi Serventi
- Toni Servillo
- Mario Sgueglia
- Rocco Siffredi
- Mario Siletti
- Franco Silva
- Aldo Silvani
- Guglielmo Sinaz
- Vinicio Sofia
- Gianni Solaro
- Emilio Solfrizzi
- Paolo Solvay
- Alberto Sordi
- Alberto Sorrentino
- Tullio Sorrentino
- Odoardo Spadaro
- Umberto Spadaro
- Erminio Spalla
- Ignazio Spalla
- Bud Spencer
- Tony Sperandeo
- Franco Sportelli
- Luca Sportelli
- Carletto Sposito
- Ivano Staccioli
- Enzo Stajola
- Sylvester Stallone
- Pippo Starnazza
- Benito Stefanelli
- Anthony Steffen
- Elio Steiner
- Tony Kendall
- Paolo Stoppa

## T
- Ferruccio Tagliavini
- Luciano Tajoli
- Vincenzo Talarico
- Alberto Talegalli
- Carlo Tamberlani
- Nando Tamberlani
- Carlo Taranto
- Nino Taranto
- Gianrico Tedeschi
- Teo Teocoli
- Gianfranco Terrin
- Dante Testa
- Eugenio Testa
- Ludovico Tersigni
- Nino Terzo
- Fabio Testi
- Aroldo Tieri
- Gabriele Tinti
- Giorgio Tirabassi
- Sergio Tofano
- Lino Toffolo
- Achille Togliani
- Gianmarco Tognazzi
- Ricky Tognazzi
- Ugo Tognazzi
- Fausto Tommei
- Edoardo Toniolo
- Pietro Tordi
- Luigi Tosi
- Otello Toso
- Totò
- Fausto Tozzi
- Fabio Traversa
- Leopoldo Trieste
- Amedeo Trilli
- Massimo Troisi
- Marco Tulli
- Gualtiero Tumiati
- Enzo Turco

## U
- Toni Ucci
- Claudio Undari
- Saro Urzì

## V
- Osvaldo Valenti
- Rudolph Valentino
- Romolo Valli
- Raf Vallone
- Massimo Vanni
- Luigi Vannucchi
- Raimondo Van Riel
- Alfredo Varelli
- Daniele Vargas
- Vittorio Vaser
- Venantino Venantini
- Milo Ventimiglia
- Lino Ventura
- Massimo Venturiello
- Carlo Verdone
- Raimondo Vianello
- Enrico Viarisio
- Marco Vicario
- Piero Vida
- Domenico Viglione Borghese
- Claudio Villa
- Roberto Villa
- Paolo Villaggio
- Nino Vingelli
- Gino Viotti
- Alvaro Vitali
- Fabio Volo
- Gian Maria Volonté
- Franco Volpi

## W
- Massimo Wertmüller

## Z
- Ermete Zacconi
- Gero Zambuto
- Elio Zamuto
- Bruno Zanin
- Luca Zingaretti
- Cesare Zoppetti